# Ministère de l'Économie (Danemark)
Pour les articles homonymes, voir Ministère de l'Économie.
Le ministère de l'Économie est le ministère danois qui supervise la politique économique du pays. Il est dirigé par Stephanie Lose depuis le 23 novembre 2023.

## Historique
Entre 2001 et 2011, le ministère du Commerce lui est rattaché. Depuis 2011, le ministère de l'Économie est rattaché au ministère de l'Intérieur, pour former le « ministère de l'Économie et de l'Intérieur ». En 2015, il est supprimé, ses attributions étant déléguées au ministère du Commerce. Il est recréé en 2016.

## Liste des ministres
| Nom | Nom                      | Gouvernement                         | Début du mandat   | Fin du mandat     |
| --- | ------------------------ | ------------------------------------ | ----------------- | ----------------- |
|     | Per Hækkerup             | Anker Jørgensen II                   | 13 février 1975   | 30 août 1978      |
|     | Anders Andersen          | Anker Jørgensen III                  | 30 août 1978      | 26 octobre 1979   |
|     | Ivar Nørgaard            | Anker Jørgensen IV et V              | 26 octobre 1979   | 10 septembre 1982 |
|     | Anders Andersen          | Poul Schlüter I                      | 10 septembre 1982 | 10 septembre 1987 |
|     | Knud Enggaard            | Poul Schlüter II                     | 10 septembre 1987 | 3 juin 1988       |
|     | Niels Helveg Petersen    | Poul Schlüter III                    | 3 juin 1988       | 18 décembre 1990  |
|     | Anders Fogh Rasmussen    | Poul Schlüter IV                     | 18 décembre 1990  | 19 novembre 1992  |
|     | Thor Pedersen            | Poul Schlüter IV                     | 19 novembre 1992  | 25 janvier 1993   |
|     | Marianne Jelved          | Nyrup Rasmussen I, II, III et IV     | 25 janvier 1993   | 27 novembre 2001  |
|     | Bendt Bendtsen           | Fogh Rasmussen I, II et III          | 27 novembre 2001  | 10 septembre 2008 |
|     | Lene Espersen            | Fogh Rasmussen III Løkke Rasmussen I | 10 septembre 2008 | 23 février 2010   |
|     | Brian Mikkelsen          | Løkke Rasmussen I                    | 23 février 2010   | 3 octobre 2011    |
|     | Margrethe Vestager       | Thorning-Schmidt I et II             | 3 octobre 2011    | 2 septembre 2014  |
|     | Morten Østergaard        | Thorning-Schmidt II                  | 2 septembre 2014  | 28 juin 2015      |
|     | Poste supprimé           | Løkke Rasmussen II                   | 28 juin 2015      | 28 novembre 2016  |
|     | Simon Emil Ammitzbøll    | Løkke Rasmussen III                  | 28 novembre 2016  | 27 juin 2019      |
|     | Poste supprimé           | Frederiksen I                        | 27 juin 2019      | 15 décembre 2022  |
|     | Troels Lund Poulsen      | Frederiksen II                       | 15 décembre 2022  | 9 mars 2023       |
|     | Stephanie Lose (intérim) | Frederiksen II                       | 9 mars 2023       | 31 juillet 2023   |
|     | Troels Lund Poulsen      | Frederiksen II                       | 31 juillet 2023   | 22 août 2023      |
|     | Jakob Ellemann-Jensen    | Frederiksen II                       | 22 août 2023      | 23 octobre 2023   |
|     | Troels Lund Poulsen      | Frederiksen II                       | 23 octobre 2023   | 23 novembre 2023  |
|     | Stephanie Lose           | Frederiksen II                       | 23 novembre 2023  | en cours          |